# 괴산 청안사마소
괴산 청안사마소(槐山 淸安司馬所)는 충청북도 괴산군 청안면 읍내리에 있는 건축물이다. 1984년 12월 31일 충청북도의 기념물 제49호로 지정되었다.

## 개요
청안현의 생원과 진사에 합격한 자들이 설치한 자체협의기구이다.
사마소란 조선 중기 지방 생원·진사들의 협의 기구로 대개 사마시에 합격한 자가 50인 이상 되는 곳에 설치하였다. 처음에는 이들의 친목도모와 정치 토론 및 교육 활동 등으로 그 고장 발전에 기여하였으나 점차 수령의 통치에 간섭하고 백성들을 함부로 잡아다 벌을 주는 등 폐단을 야기하기도 하였다.
청안 사마소는 숙종 29년(1703)에 설치하였으며 현감 23명, 생원·진사 91명 등 114명에 대하여 해마다 봄·가을에 제사를 지내고 있다.
건물은 앞면 3칸·옆면 2칸 규모이며, 지붕은 옆면에서 볼 때 사람 인(人)자 모양인 맞배지붕으로 꾸몄다.

## 같이 보기
- 옥천 옥주사마소 (충청북도 유형문화재 제157호)
- 경주사마소 (경상북도 문화재자료 제2호)
- 상주 함창사마소 유물 (경상북도 문화재자료 제612호)

## 참고 자료
- 괴산 청안사마소 - 국가유산청 국가유산포털